# Hipias menor
Hipias Menor (Ιππίας Ελάττων) es un diálogo de Platón. Hay acuerdo entre los eruditos en situarlo en la primera etapa de la producción del filósofo, pero se discute si es uno de los primeros diálogos o pertenece al período llamado "de transición".
Los personajes principales del diálogo son Sócrates e Hipias de Élide, un sofista aclamado en la época por su gran cantidad de saberes. Aparece también un personaje menor, Éudico, discípulo de Hipias, cuyo papel es el de simple mediador del diálogo.
La situación del diálogo es la siguiente: Hipias acaba de dar una conferencia-clase sobre Homero. Sócrates, que estaba allí cerca, es invitado por Éudico a dialogar con el sofista. Sócrates plantea la siguiente pregunta: ¿cuál de los dos personajes célebres de la mitología griega, Aquiles y Odiseo, es mejor?
Desde aquí Sócrates demostrará la ignorancia de Hipias, que parte de la tesis de que "la bondad moral es un tipo de sabiduría"; esa tesis llevará a la paradoja moral consistente en que "Quien hace el mal voluntariamente es moralmente mejor que quien lo hace sólo involuntariamente y por ignorancia".
Como sucede en los diálogos de esta etapa socrática, el diálogo culmina en una aporía: los dialogantes llegan a un fin al que no pueden dar solución y cierran el diálogo reconociendo su ignorancia.